# マケドニア社会民主同盟
マケドニア社会民主同盟（マケドニアしゃかいみんしゅどうめい、Социјалдемократски сојуз на Македонија, Socijaldemokratski sojuz na Makedonija, SDSM）は、北マケドニア共和国の中道左派政党である。社会民主主義を掲げ、国内の少数民族に対して穏健路線をとっている。

## 概要
1991年、ユーゴスラビア共産主義者同盟のマケドニア支部であった「マケドニア共産主義者同盟」が改組し成立した。そのイデオロギーに関しては、マケドニア共産主義者同盟の後継政党であり、社会民主主義を掲げているが、党内の財界ロビーの影響によって新自由主義的な傾向を強めている。そのため、社会民主主義政党から予想されるような下層階級の支持は低く、上流階級からの支持を集めている。
1992年9月～1998年及び2002年～2006年の間、マケドニア社会民主同盟はマケドニアにおいて最大与党であった。党を率いたブランコ・ツルヴェンコフスキは、1992年～1998年及び2002年～2004年に首相を、2004年から2009年まで大統領を歴任した。2004年にツルヴェンコフスキを引き継いで党首に就任したヴラド・ブチュコフスキは、2006年まで首相を務めた。その間、2005年11月、党の有力政治家ティトー・ペトコフスキが離党し、新党新社会民主党を創設した。
2008年6月1日の議会選挙でマケドニア社会民主同盟が率いた選挙連合Sunが18議席しか獲得できず敗北した。2009年5月、大統領の任期を終えたツルヴェンコフスキは党務に復帰し、党首となり、党の改革を進めたが、2013年の地方選挙でも敗北し辞任した。その後同年6月に、ゾラン・ザエフが新党首として選出された。
マケドニア社会民主同盟は青年組織として「マケドニア社会民主党青年」が存在する。
マケドニア社会民主同盟はこれまで1993年にマケドニア民主党が、2005年には新社会民主党が分裂している。

## 国際連携
現在は国際組織としては社会主義インターナショナル及び欧州社会党にオブザーバーとして加盟している。